# Cosmarium taxichondriforme
Cosmarium taxichondriforme là một loài Song tinh tảo trong họ Desmidiaceae, thuộc chi Cosmarium.